# Jason Robards

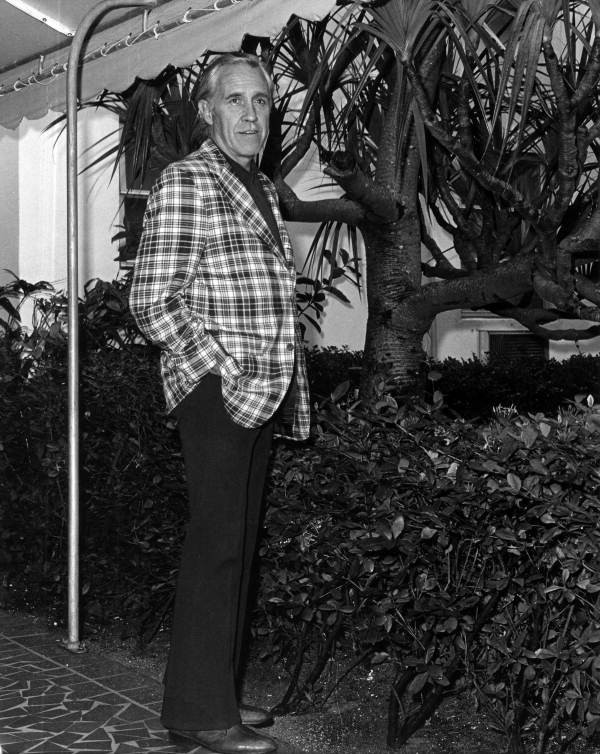
Jason Robards (1975)

Jason Nelson Robards, Jr. (* 26. Juli 1922 in Chicago, Illinois; † 26. Dezember 2000 in Bridgeport, Connecticut) war ein US-amerikanischer Schauspieler. Robards galt als einer der führenden amerikanischen Bühnenschauspieler seiner Generation und spielte etwa komplexe Charakterrollen aus dem Werk Eugene O’Neills. Für seine Auftritte in den Filmen Die Unbestechlichen (1976) und Julia (1977) gewann er jeweils den Oscar als Bester Nebendarsteller; weitere bekannte Filme unter seiner Mitwirkung sind Spiel mir das Lied vom Tod, Abgerechnet wird zum Schluss, Philadelphia und Magnolia.

## Leben

### Frühes Leben
Jason Robards kam als Sohn des Schauspielers Jason Robards senior (1892–1963) zur Welt. Er wuchs in New York City und Los Angeles auf. Nach dem Abschluss der Hollywood High School diente er ab 1940 als Funker in der United States Navy im Zweiten Weltkrieg und erreichte dort den Unteroffiziersrang des Petty Officer First Class. Nach Kriegsende strebte er zunächst eine Karriere als Profisportler an, entschied sich dann jedoch für die Schauspielerei und studierte an der American Academy of Dramatic Arts. Sein Vater hatte zu dieser Zeit bereits in über 200 Filmen mitgewirkt, wenn auch zumeist nur in kleineren Rollen.

### Schauspielkarriere

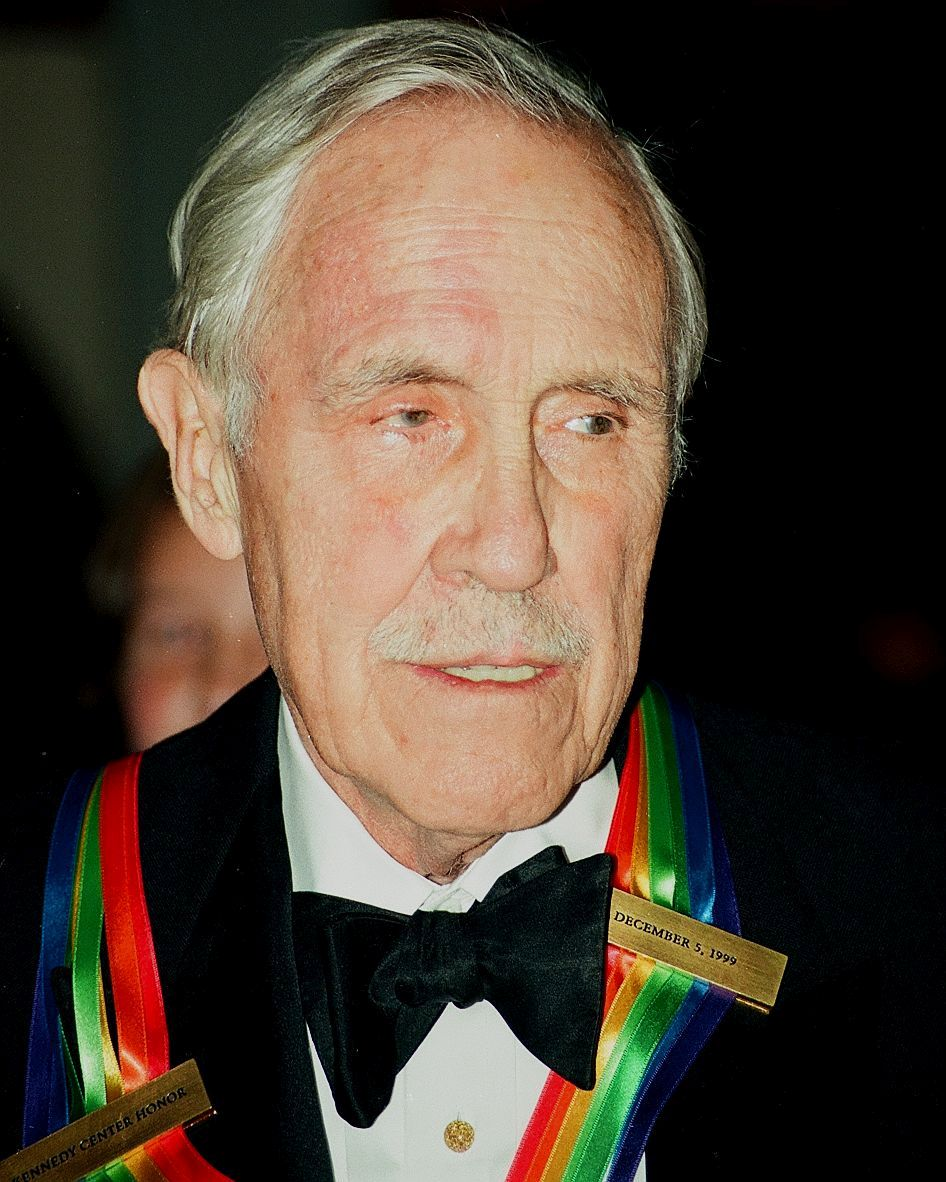
Jason Robards (1999)

In New York hielt sich Robards mit Gelegenheitsjobs an kleineren Bühnen und im Radio über Wasser. Der Durchbruch als Schauspieler gelang ihm 1956 in der Broadway-Adaption des Eugene-O’Neill-Stücks Der Eismann kommt.
1959 gab Robards in Die Reise (The Journey) sein Leinwanddebüt. Ursprünglich wollte er nie beim Film arbeiten, da er Hollywood hasste und sich an die negativen Erfahrungen seines Vaters erinnerte. Aber trotz seines Erfolgs als Bühnenschauspieler hatte er finanzielle Probleme und war auf das Geld angewiesen. Durch Auftritte in Filmen wie Eines langen Tages Reise in die Nacht, Tausend Clowns und Chicago-Massaker wurde er schnell einem breiteren Publikum bekannt. 1968 war Robards in Sergio Leones Westernklassiker Spiel mir das Lied vom Tod in einer der vier Hauptrollen zu sehen und spielte den Banditen Cheyenne. In Abgerechnet wird zum Schluss von Sam Peckinpah spielte er 1970 die Hauptrolle. Im selben Jahr wirkte er auch in Tora! Tora! Tora! mit, einem Film über den Angriff der Japaner auf Pearl Harbor, den er als junger Soldat selbst miterlebt hatte.
In den siebziger Jahren erlitt Robards einen schweren Autounfall, bei dem sein Gesicht so stark in Mitleidenschaft gezogen wurde, dass er sich auch plastischen Operationen unterziehen musste. Sein Comeback erlebte er danach unter anderem 1976 mit seiner Darstellung des Chefredakteurs der Washington Post Ben Bradlee in dem Film zur Watergate-Affäre Die Unbestechlichen von Alan J. Pakula, für die er einen Oscar als bester Nebendarsteller erhielt. Ein Jahr später wurde er für die Rolle als Lillian Hellmans Lebensgefährte Dashiell Hammett in dem autobiographischen Filmdrama Julia von Fred Zinnemann erneut ausgezeichnet. Die Verkörperung des exzentrischen Millionärs Howard Hughes in der Tragikomödie Melvin and Howard von Jonathan Demme brachte ihm 1981 eine weitere Nominierung ein.
1981 wirkte er in der ersten Fassung von Werner Herzogs Fitzcarraldo mit, in der er die Titelrolle des exzentrischen Abenteurers und Opernliebhabers Brian Sweeney Fitzgerald übernommen hatte. Als Robards erkrankte und sich später weigerte, zu weiteren Filmaufnahmen in den Dschungel von Peru zurückzukehren, besetzte Herzog daraufhin Klaus Kinski für die Rolle und nahm in diesem Zusammenhang weitere Umbesetzungen und auch Rollenänderungen vor. Im Dokumentarfilm Mein liebster Feind von 1999 zeigt Herzog Szenen sowohl mit Kinski als auch mit Robards als Fitzcarraldo.
Von 1983 bis 1988 war Robards danach fast ausschließlich in Fernsehproduktionen zu sehen (so u. a. in dem in Deutschland auch im Kino gezeigten Drama über die Auswirkungen eines fiktiven Atomkriegs The Day After – Der Tag danach). Am Theater stand er während dieser Zeit in Wiederaufführungen seiner frühen Erfolge Der Eismann kommt und Eines langen Tages Reise in die Nacht auf der Bühne und festigte damit seinen Ruf als bedeutsamer Darsteller prägnanter Charaktere in Eugene-O’Neill-Stücken. 1993 spielte Robards in Disneys Die Abenteuer von Huck Finn mit Elijah Wood, in Heidi und in dem AIDS-Drama Philadelphia mit Tom Hanks und Denzel Washington. In den Folgejahren war er in Crimson Tide, in Tausend Morgen nach dem gleichnamigen Roman von Jane Smiley und in Der Staatsfeind Nr. 1 in Rollen älterer Patriarchen oder von Generälen zu sehen. Im Jahr 1999 spielte er in Paul Thomas Andersons Episodendrama Magnolia seine letzte Kinofilmrolle als Medienmogul Earl Partridge – eine Rolle, die Parallelen zu seiner eigenen schweren Erkrankung aufzeigte.

### Privatleben und Tod
Jason Robards hatte mit seiner letzten Frau Lois O’Connor zwei Kinder. Aus früheren Ehen (unter anderem mit Lauren Bacall) hatte er vier weitere Kinder, darunter den ebenfalls als Schauspieler tätigen Sam Robards. Außerdem war er der Stiefvater des Produzenten und Romanautors Stephen Bogart. Robards starb im Dezember 2000 im Alter von 78 Jahren nach einer längeren Lungenkrebs-Erkrankung.
Seit 2002 wird ihm zu Ehren der Jason Robards Award, ein Theaterpreis der Roundabout Theatre Company in New York, verliehen. Erster Preisträger war der Schauspieler Christopher Plummer.

## Filmografie (Auswahl)
- 1959: Die Reise (The Journey)
- 1962: Zärtlich ist die Nacht (Tender is the Night)
- 1962: Eines langen Tages Reise durch die Nacht (Long Day’s Journey into Night)
- 1965: Tausend Clowns (A Thousand Clowns)
- 1966: Höchster Einsatz in Laredo (A Big Hand for the Little Lady)
- 1966: Noon Wine
- 1966: The Face of Genius (Dokumentarfilm; Sprecher)
- 1967: Chicago-Massaker (The St. Valentine's Day Massacre)
- 1967: Scheidung auf amerikanisch (Divorce American Style)
- 1967: Die fünf Geächteten (Hour of the Gun)
- 1968: Die Nacht, als Minsky aufflog (The Night They Raided Minsky’s)
- 1968: Spiel mir das Lied vom Tod (C’era una volta il West)
- 1968: Isadora
- 1970: Abgerechnet wird zum Schluss (The Ballad of Cable Hogue)
- 1970: Tora! Tora! Tora!
- 1970: Julius Cäsar
- 1971: Johnny zieht in den Krieg (Johnny Got His Gun)
- 1971: Mord in der Rue Morgue (Murders in the Rue Morgue)
- 1972: Der Krieg zwischen Männern und Frauen (The War between Men and Women)
- 1973: Pat Garrett jagt Billy the Kid (Pat Garrett & Billy the Kid)
- 1975: Der Junge und sein Hund (A Boy and His Dog)
- 1976: Die Unbestechlichen (All the President’s Men)
- 1977: Julia
- 1978: Eine Farm in Montana (Comes a Horseman)
- 1979: Hurricane
- 1980: Cabo Blanco (Caboblanco)
- 1980: Hebt die Titanic (Raise the Titanic)
- 1980: Melvin und Howard (Melvin and Howard)
- 1981: Die Legende vom einsamen Ranger (The Legend Of The Lone Ranger)
- 1983: The Day After – Der Tag danach (The Day After)
- 1985: Flammender Sommer (The Long Hot Summer)
- 1986: Johnny Bull (Fernsehfilm)
- 1986: Ruf des Herzens (The Last Frontier)
- 1987: Die grellen Lichter der Großstadt (Bright Lights, Big City)
- 1988: Der Preis der Gefühle (The Good Mother)
- 1988: Wer den Wind sät (Inherit the Wind)
- 1989: Black Rainbow – Schwarzer Regenbogen (Black Rainbow)
- 1989: Dream a Little Dream
- 1989: Eine Wahnsinnsfamilie (Parenthood)
- 1989: Der wiedergefundene Freund (Reunion)
- 1990: Ein verrückt genialer Coup (Quick Change)
- 1991: Im Schatten des Todes (The Perfect Tribute)
- 1993: Die Abenteuer von Huck Finn (The Adventures of Huck Finn)
- 1993: Heidi
- 1993: Der Prozeß (The Trial)
- 1993: Philadelphia
- 1994: Little Big Boss (Little Big League)
- 1994: Schlagzeilen (The Paper)
- 1995: Crimson Tide – In tiefster Gefahr (Crimson Tide)
- 1997: Tausend Morgen (A Thousand Acres)
- 1998: Der Staatsfeind Nr. 1 (Enemy of the State)
- 1998: Menschenkind (Beloved)
- 1998: Der Baumflüsterer (Heartwood)
- 1998: MacCool und der Piratenschatz (The Real Macaw)
- 1999: Magnolia

## Theaterstücke (Auswahl)
- 1953: American Gothic
- 1956: Eugene O’Neill: Iceman Cometh (Der Eismann kommt)
- 1956: Eugene O’Neill: Long Day’s Journey into Night (Eines langen Tages Reise in die Nacht)
- 1958: Budd Schulberg/Harvey Breit: The Disenchanted
- 1960: Lillian Hellman: Toys in the Attic (Puppen unterm Dach)
- 1962: Herb Gardner: A Thousand Clowns (Tausend Clowns)
- 1964: Eugene O’Neill: Hughie
- 1972: Clifford Odets: The Country Girl
- 1973: Eugene O’Neill: A Moon for the Misbegotten (Ein Mond für die Beladenen)
- 1977: Eugene O’Neill: A Touch of the Poet (Fast ein Poet)
- 1984: George S. Kaufman/Moss Hart: You Can’t Take It With You
- 1988: Eugene O’Neill: Ah, Wilderness! (O Wildnis!)
- 1991: Israel Horovitz: Park Your Car in Harvard Yard
- 1994: Harold Pinter: No Man’s Land (Niemandsland)

## Auszeichnungen
- 1959 Tony-Award als bester Schauspieler in The Disenchanted
- 1962 Preis für den besten Darsteller bei den Filmfestspielen von Cannes 1962
- 1976 Oscar als bester Nebendarsteller in Die Unbestechlichen
- 1977 Oscar als bester Nebendarsteller in Julia
- 1988 Emmy-Award als bester Schauspieler in einer Serie für Wer den Wind sät
- 1999 Annual Kennedy Center Honors for Lifetime Contribution to Arts and Culture

### Nominierungen
- 1957 Tony-Award-Nominierung als bester Nebendarsteller in Eines langen Tages Reise in die Nacht
- 1960 Tony-Award-Nominierung als bester Schauspieler in Toys in the Attic
- 1960 Tony-Award-Nominierung als bester Schauspieler in After the Fall
- 1972 Tony-Award-Nominierung als bester Schauspieler in The Country Girl
- 1974 Tony-Award-Nominierung als bester Schauspieler A Moon for the Misbegotten
- 1981 Oscar-Nominierung als bester Nebendarsteller in Melvin and Howard